# 盖斯·杰勒德
丹尼尔·詹姆斯·杰勒德（英語：Daniel James Gerard，1953年7月27日—），美国NBA联盟前职业篮球运动员。他在1975年的NBA选秀中第3轮第50顺位被波特兰开拓者选中。